# Exilio de los Noldor
En el Universo Imaginario de Tolkien y en la novela El Silmarillion, El Exilio de los Noldor comienza con el juramento de Fëanor, cuando los Noldor deciden dejar el continente de los Valar, Aman, para perseguir a Morgoth que robó los Silmarils de Fëanor, o cuando menos para buscar establecer sus propios reinos independientes en Endor (la Tierra Media). Estos eventos ocurrieron al finalizar las Edades de los Árboles y al comienzo de las Edades del Sol.

## Salida de Aman
Una vez que Fëanor convenció a la gran mayoría del pueblo del que ahora él era el Alto Rey, comenzó la marcha de manera apresurada fuera de la ciudad Noldor de Tirion, hacia el oriente por el paso del Calacirya y de ahí hacia la costa oriental de Aman. El plan original implicaba viajar por la línea costera hacia el norte, del lado oriental de las montañas Pelóri, para llegar a Endor a través del paso de hielo del Helcaraxë.
Fëanor partió al frente con sus hijos y el pueblo más apegado a él. Detrás venía su medio hermano Fingolfin con la mayoría de sus hijos, seguidos de la hueste Noldor más numerosa, que buscaban nuevas tierras en Endor y que Fingolfin había decidido guiar para evitar que Fëanor les pudiera causar algún daño. Detrás venían los hijos de Finarfin con la misma motivación que los de Fingolfin: encontrar nuevas tierras y fundar reinos propios. Hasta atrás venía el propio Finarfin, poco convencido de partir, y su hijo mayor Finrod que se llevó de Aman la mayor cantidad de tesoros y recuerdos de Aman que cualquier Noldo.

## La matanza de Alqualondë
Al llegar junto a la ciudad Teleri de Alqualondë a Fëanor se le ocurrió que sería mucho más rápido viajar por mar y trató de convencer a los Teleri de que le dieran algunos barcos, cosa que le negaron. Entonces comenzó la tragedia de la Primera Matanza de Elfos contra Elfos: la Matanza de Alqualondë, en que los Noldor de Fëanor combatieron contra los Teleri para quitarles los barcos. Al final los Noldor triunfaron llevándose varios barcos, pero el maia Ossë provocó el hundimiento de varios barcos en que viajaban Noldor que seguían a Fëanor y/o a sus hijos.

## La maldición de los Noldor
Viajando más al norte, tanto en barcos como por tierra (pues la cantidad de Noldor era tan numerosa que no cabían todos en los barcos), una figura se apareció ante ellos (algunos dicen que era el mismo vala Mandos, otros que sería un enviado de Manwë, incluso el mismo heraldo de Manwë, Eönwë) sobre las Pélori, y pronunció lo que se conoció desde entonces como el Hado de los Noldor, también llamada la Maldición de Mandos. Fëanor contestó con orgullo y los Noldor reemprendieron la marcha. En ese momento Finarfin se arrepintió de haber seguido a Fëanor y regresó a Aman con pocos Noldor. Ahí fue perdonado y fue nombrado el Rey Supremo de los pocos Noldor que quedaron en Aman, de los que regresaron con él y de los que no habían querido partir desde el principio.

## Muerte de Fëanor
Fëanor no confiaba en las huestes de Fingolfin ni de los hijos de Finarfin, así que en secreto se embarcó con sus hijos y sus huestes más fieles hacia Endor, abandonando a los Noldor en las costas de Aman. Al llegar a Endor Fëanor ordenó quemar los barcos para que nadie volviera por el resto de los Noldor, o se acobardara una vez que ya habían llegado a la Tierra Media y quisiera regresar. De esta forma estos pocos Noldor participaron en la Dagor-nuin-Giliath, la segunda de las batallas de Beleriand contra Morgoth, en la que Fëanor murió y su hijo mayor Maedhros fue capturado.

## Paso por el Helcaraxë y comienzo de las Edades del Sol
Las huestes de Fingolfin y los hijos de Finarfin al darse cuenta de la traición tenían dos opciones: regresar a Aman o continuar por el Helcaraxë. Sin embargo todos temían a los Valar por la maldición recientemente pronunciada (ya que además no pocos habían participado en la matanza de Alqualondë, aunque lo hicieran engañados por Fëanor) y decidieron viajar al norte.
En el Helcaraxë, guiados principalmente por Fingolfin y por sus hijos y los hijos de Finarfin, los Noldor sufrieron muchas pérdidas y muertes, pues los hielos eran inseguros y peligrosos. En el mismo momento en que los Noldor terminaron su viaje por los hielos los Valar levantaban por el occidente a Isil, la Luna. Siete viajes de la Luna después, se levantó por el mismo lugar Anar, el Sol. Los Noldor de Fingolfin estuvieron frente a las mismas puertas de Angband, la fortaleza de Morgoth, pero se retiraron a una costa del lago Mithrim, mientras que en la costa opuesta estaban acampados los hijos de Fëanor. De esta forma termina el viaje de huida de los Noldor, y comienza la Primera Edad del Sol.
- Datos: Q5420295